# Épisodes d'Imaginary Mary
Cet article présente le guide des épisodes de la série télévisée américaine Imaginary Mary.

## Généralités
- Aux États-Unis, la saison est diffusée depuis le 29 mars 2017 sur le réseau ABC.

## Distribution

### Acteurs principaux
- Jenna Elfman : Alice
- Stephen Schneider : Ben
- Rachel Dratch : Mary (voix off)
- Nicholas Coombe : Andy
- Matreya Scarrwener : Dora
- Erica Tremblay : Bunny

## Épisodes

### Épisode 1: titre français officiel inconnu (Pilot)
- États-Unis : 29 mars 2017 sur ABC[1]

- États-Unis : 5,39 millions de téléspectateurs[2] (première diffusion)

- Marin Page (Alice (age 6))
- Jilena Cori (Alice's mother)
- Jason Cermak (Alice's father)
- Kadence Roach (Alice (age 11))
- Marci T. House (Mother talent show)
- Jamie Schneider (Alice (age 18))
- Braeden Clarke (Boy in Bed)
- Jaime Callica (Hot Male Bartender)
- Luke Sykes (Handsome Businessman)

### Épisode 2: titre français officiel inconnu (The Mom Seal)
- États-Unis : 4 avril 2017 sur ABC

- États-Unis : 3,45 millions de téléspectateurs[3] (première diffusion)

- Diana Bang (Gigi)
- Dave Peniuk (Doctor)
- Nathan Jean (Man)
- Bronwen Smith (Megan)
- Aaron Hutchinson (Paramedic)
- Gabriel Vill (Waiter)
- Bethany Brown (Uninformed Millenial)
- Roberta Gardoni (Frazzled Mom)

### Épisode 3: titre français officiel inconnu (The Parent-y Trap)
- États-Unis : 11 avril 2017 sur ABC

- États-Unis : 3,06 millions de téléspectateurs[4] (première diffusion)

- Jennifer Chu (Clara)
- Will Verchere-Gopaulsingh (Boy)

### Épisode 4: titre français officiel inconnu (Prom-Com)
- États-Unis : 18 avril 2017 sur ABC

- États-Unis : 3,15 millions de téléspectateurs[5] (première diffusion)

- Brett Pierce (Gabe)
- Jennifer Chu (Clara)
- Beau Han Bridge (Bandmate #1)
- Wynston Charles Sanderson (Bandmate #2)

### Épisode 5: titre français officiel inconnu (In a World Where Worlds Collide)
- États-Unis : 25 avril 2017 sur ABC

- États-Unis : 2,88 millions de téléspectateurs[6] (première diffusion)

- Natalie Morales (Rebecca)
- Tanya Champoux (Friendly Mom)
- Jill Morrison (Zoe)
- Susie Lee (Different Mom)
- Kevin Loring (Johnathan)
- Forbes Angus (George)
- Fazineh Keita (Petey)
- Edwin Perez (Carlos)
- Keith Dallas (Ricky)
- Philip Prajoux (Hurt Friend)
- Lorna Temlett (Elderly Woman)
- Gary Temlett (Elderly Man)
- Eileen Pedde (Reader)
- John Tracy (Reader)
- Alison Wandzura (Reader)
- Jana Finkbiner (Spin Class Instructor)
- Chan Pui Leung (Chef)

### Épisode 6: titre français officiel inconnu (Alice the Mole)
- États-Unis : 2 mai 2017 sur ABC

- États-Unis : 2,63 millions de téléspectateurs[7] (première diffusion)

- Josh Hallem (Sauce Johnnie)
- Sarah Desjardins (Melissa)
- Richard O'Sullivan (Stacey's Dad)
- Jennifer Evans (Stacey's Mom)

### Épisode 7: titre français officiel inconnu (The Ex X Factor)
- États-Unis : 9 mai 2017 sur ABC

- États-Unis : 2,83 millions de téléspectateurs[8] (première diffusion)

- Lauren Stamile (Renee)
- Josh Hallem (Sauce Johnnie)
- Sarah Desjardins (Melissa)
- Richard O'Sullivan (Stacey's Dad)
- Jennifer Evans (Stacey's Mom)

### Épisode 8: titre français officiel inconnu (Last Dance with Mary)
- États-Unis : 16 mai 2017 sur ABC

- États-Unis : 2,8 millions de téléspectateurs[9] (première diffusion)

- Rachel Dratch (Postal Worker)
- William Belleau (Man)
- Adelita Rockhill (Mrs. Lopez)
- Denise Jones (Florence)

### Épisode 9: titre français officiel inconnu (Sleep Over)
- États-Unis : 30 mai 2017 sur ABC

- États-Unis : 2,13 millions de téléspectateurs[10] (première diffusion)

- Bronwen Smith (Megan)
- James Rha (Agent)